# Suba (Bogotà)
Suba è una località del distretto della capitale di Bogotà, in Colombia. È designato ufficialmente come distretto (località) numero 11.